# PhotoFiltre
PhotoFiltre – darmowy (do użytku niekomercyjnego) program retuszerski autorstwa Antonio Da Cruza. Stanowi on okrojoną wersję shareware'owej aplikacji PhotoFiltre Studio.
Jest to jeden z bardziej zaawansowanych programów w kategorii freeware, przydatny zarówno dla osób zajmujących się amatorsko fotografią cyfrową, jak i webmasterów.
Program oferuje obsługę TWAIN i ważniejszych formatów graficznych — m.in. otwieranie plików Photoshopa i Paint Shop Pro, import i eksport JPEG 2000. Zawiera rozbudowane narzędzia edycyjne i filtry (ok. 100), obsługuje wtyczki (jest też programistyczny SDK dla pluginów, dzięki którym autorzy zewnętrzni rozwijają przydatne wtyczki), zawiera narzędzia tekstowe i przeglądarkę plików.
Precyzyjna informacja na ekranie, klarowny interfejs i dobra szybkość działania czynią PhotoFiltre wygodnym retuszerem dla amatorskich zastosowań. Na stronie programu dostępna jest kolekcja wtyczek, m.in. do cięcia grafik na potrzeby stron WWW, import animowanych GIF-ów, tworzenie internetowych galerii ilustracji, przechwytywanie zawartości ekranu. Program ten posiada imponującą liczbę najróżniejszych opcji, dzięki którym zwykłe zdjęcie można przerobić w bardzo ciekawą pracę. Jest tak łatwy w obsłudze że mogą pracować na nim dorośli jak i zarówno dzieci. Dzięki łatwej dostępności i możliwości używania języka polskiego jest bardzo wygodny i popularny.